# Partito Democratico Progressista (Giappone)
Il Partito Democratico Progressista (民進党?, Minshintō) o DP era un partito progressista e social-liberale giapponese.
È stato il principale partito d'opposizione al Partito Liberal Democratico (LDP) di ispirazione nazionalista e conservatrice dal 2016 sino alle elezioni della Camera dei Rappresentanti del 22 ottobre 2017.

## Storia
Il 24 febbraio 2016 lo stato maggiore del Partito Democratico del Giappone e i membri della formazione di destra Partito dell'Innovazione hanno siglato un accordo per creare una forza unitaria di opposizione capace di competere elettoralmente con l'LDP in vista delle elezioni per il rinnovo di metà della Camera dei consiglieri. La nuova formazione politica, creatasi il 27 marzo 2016, ha scelto come nome Minshintō, portmanteau tra minshu (民, democratico) e shin (進, progresso). Il nome del partito, in kanji, risulta identico al partito taiwanese Partito Democratico Progressista (民主進步黨, abbreviato in 民進党), in inglese DPP, di conseguenza, al fine di non creare confusioni, come nome ufficiale in inglese è stato scelto Democratic Party (DP).

## Ideologia
Il Partito Democratico Progressista è un partito di centro di formazione politica del liberalismo sociale e progressista nato dalla fusione e del Partito Democratico del Giappone e dal Partito dell'Innovazione, regionalista e nazionalista.
Il partito propone il superamento della burocrazia dell'attuale governo di centro-destra, ristabilire il ruolo dello Stato all'interno della società,  una società più aperta , il superamento dei vecchi interessi della classe dirigente della politica giapponese, per una prosperità diffusa a tutta la popolazione e più spazio per i giovani nella politica. Si pone inoltre come obiettivo primario la difesa della costituzione pacifista del Giappone da qualsiasi tipo di modifica in senso interventista e militarista, in netta contrapposizione con le correnti conservatrici e ultranazionalistiche che fanno capo al Partito Liberaldemocratico capeggiato da Shinzō Abe ed un approccio più distensivo nei confronti della Corea del Nord. 
.

## Altre informazioni
- I membri del DP siedono insieme a quelli del Club degli Indipendenti, una coalizione centrista, in entrambe le Camere della Dieta.
- Il DP guadagna gran parte delle proprie adesioni dai colletti blu e dal ceto medio liberale. Viene inoltre appoggiato dalle donne e dal ceto urbano.
- Il colori del DP si rifanno a quelli del Partito Democratico statunitense.

## Leader del partito
| No. | Nome                                  | Mandato           | Mandato         | Immagine |
| No. | Nome                                  | Inizio            | Fine            | Immagine |
| --- | ------------------------------------- | ----------------- | --------------- | -------- |
| —   | Katsuya Okada 岡田 克也 Okada Katsuya | 27 marzo 2016     | 1º ottobre 2016 |          |
| 1   | Renhō 村田 蓮舫 Murata Ren'hō         | 1º ottobre 2016   | 27 luglio 2017  |          |
| 2   | Seiji Maehara 前原 誠司 Maehara Seiji | 1º settembre 2017 | 2018            |          |